# Bayardfelsen
Der Bayardfelsen (fr. Rocher Bayard) ist eine auffällige Felsformation in Dinant am rechten Ufer der Maas.
Französische Pioniere aus dem Invasionsheer Ludwig des XIV. sprengten einen Durchlass in den Felsen, um den Weg für eine Straße entlang des rechten Maasufers freizumachen. Auf diese Weise entstand der monolithische Charakter des Bayardfelsens.
Um den Felsen rankt sich eine Legende vom Wunderpferd Bayard. Er zählt zu den Sehenswürdigkeiten Dinants.

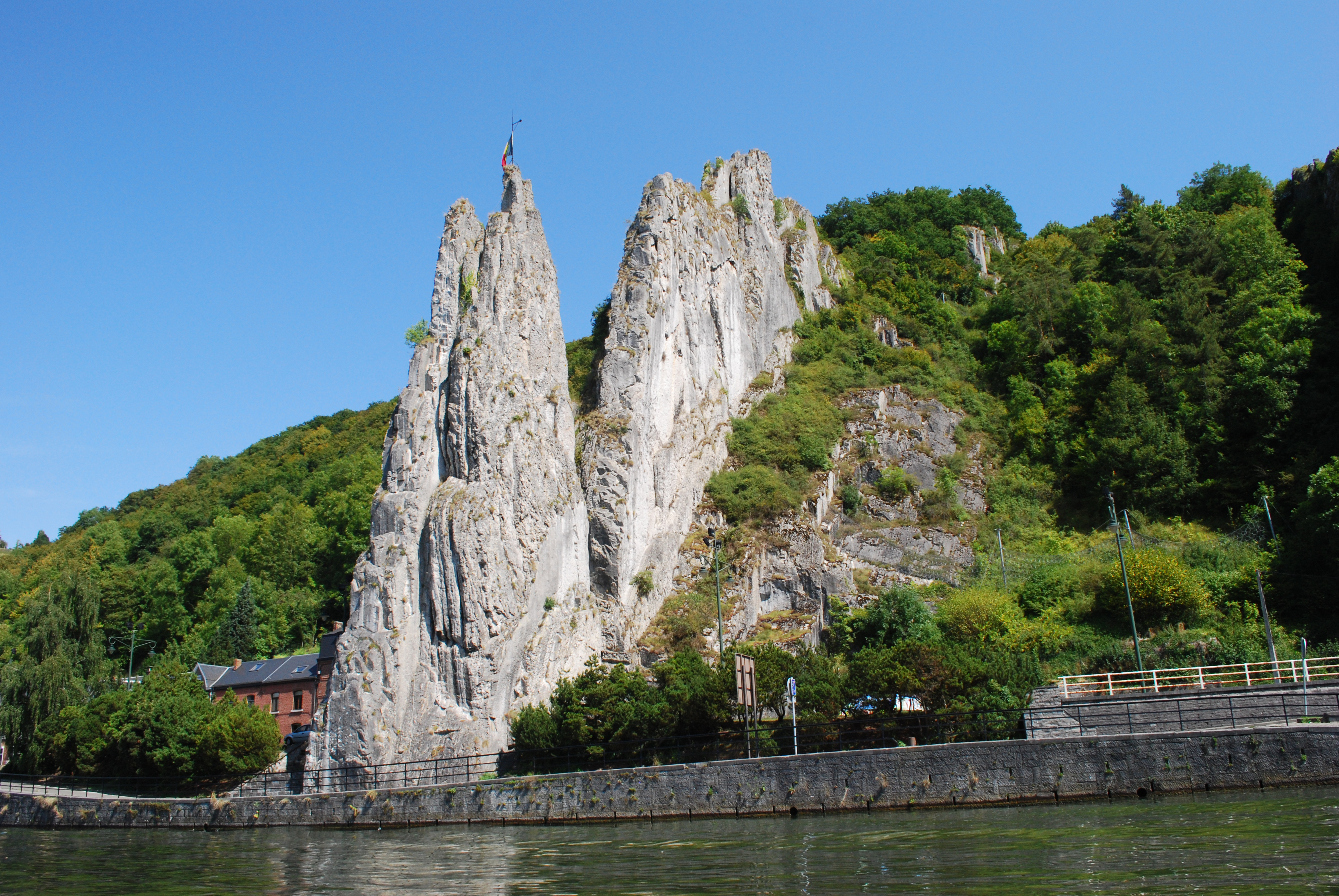
Der Bayard-Felsen. Ansicht vom linken Maasufer

## Geologie

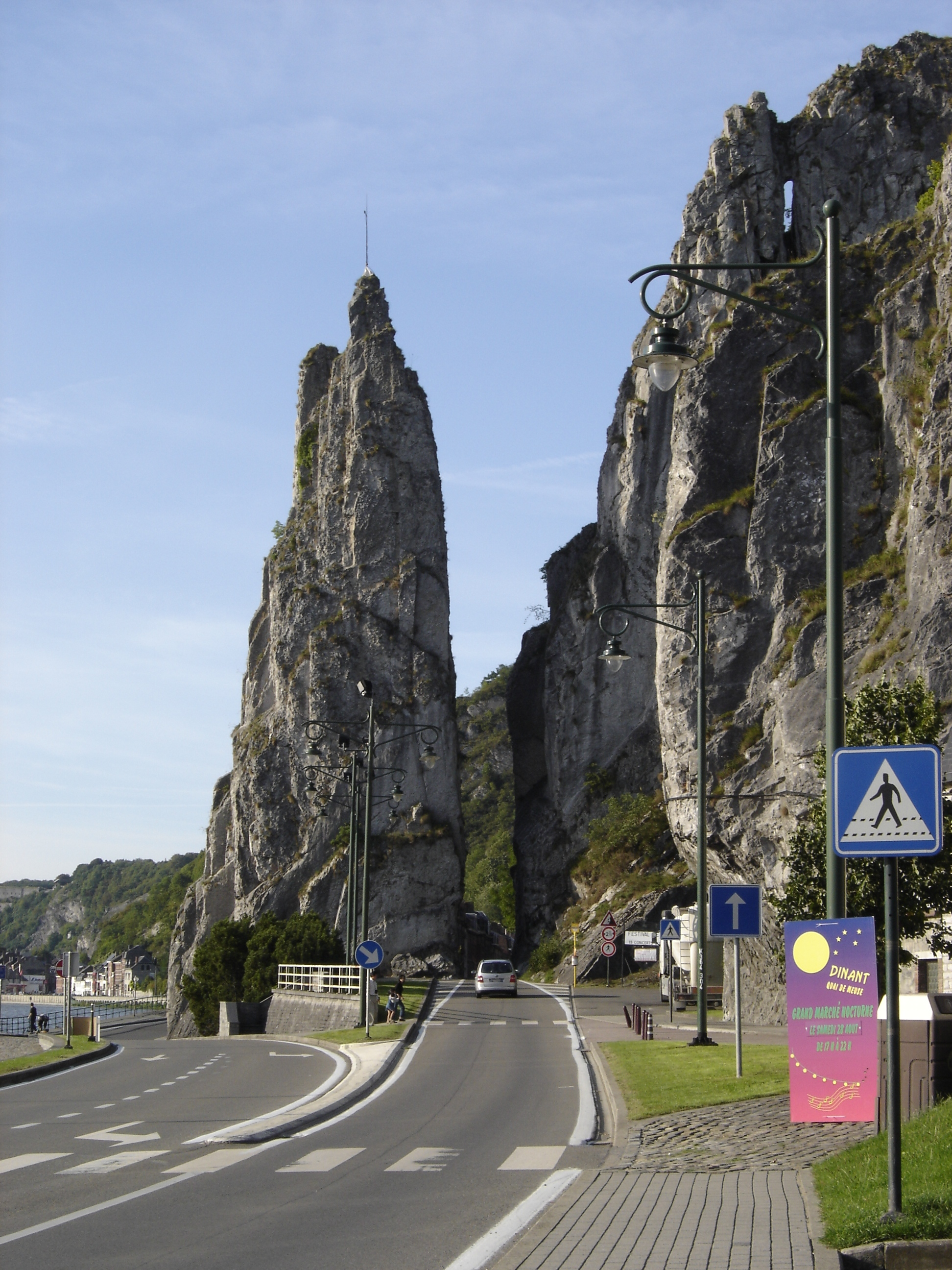
Der Bayard-Felsen in Dinant

Am Bayardfelsen ist die geologische Devon-Karbon-Grenze aufgeschlossen.

## Legende

Die Heymonskinder auf dem Pferd Bayard. Schlussstein in der Vierung der Dortmunder Reinoldikirche

Benannt ist der Felsen nach Bayard, dem magischen Pferd des heiligen Reinoldus. Der Sage nach traf ein Hufschlag des Pferdes die Felsformation, als es sich mit den Haimonskindern auf der Flucht vor Karl dem Großen befand. Die Kraft des wundersamen Pferdes soll so gewaltig gewesen sein, dass der Felsen durch den Tritt 40 Meter tief gespalten wurde.